# Wolnica Niechmirowska
Wolnica Niechmirowska – wieś w Polsce położona w województwie łódzkim, w powiecie sieradzkim, w gminie Burzenin.
W latach 1975–1998 miejscowość administracyjnie należała do województwa sieradzkiego.
Wieś zamieszkuje 168 osób w 48 gospodarstwach. Była ona częścią majątku niechmirowskiego. Dopiero w 1887 r. odłączono ją i utworzono samodzielny folwark. W tym czasie mieszkało tu 104 mieszkańców. W 1 ćw. XIX w. wzniesiono w Wolnicy Niechmirowskiej dwór. ostatnim jego właścicielem był Michał Murzynowski, który nabył go wraz z folwarkiem w 1930 r. Był to budynek murowany, parterowy, na planie prostokąta z ujmującymi fasadę dwoma ryzalitami zwieńczonymi trójkątnymi szczytami (obecnie w ruinie). Zachował się częściowo park podworski z aleją grabową i szpalerem kasztanowców. Obok dworu okazałe głazy narzutowe. Po wojnie utworzono tu PGR.

## Zabytki
Według rejestru zabytków NID na listę zabytków wpisany jest obiekt:
- dwór, pocz. XIX w., nr rej.: 869 z 28.12.1967